# Céleste (film, 1981)
Pour les articles homonymes, voir Céleste.
Céleste est un film allemand de Percy Adlon, sorti sur les écrans en 1981.

## Synopsis
- Titre : Céleste
- Titre original : Celeste
- Réalisation : Percy Adlon
- Scénario : Percy Adlon, d'après le livre de Céleste Albaret
- Musique : César Franck
- Photographie : Jürgen Martin
- Pays d'origine : Allemagne de l'Ouest
- Durée : 106 minutes
- Date de sortie : 1981

## Distribution
- Eva Mattes (V. F. : Louise Lemoine Torrès) : Céleste Albaret
- Jürgen Arndt : Marcel Proust
- Norbert Wartha : Odilon Albaret
- Wolf Euba : Robert Proust